# Монстр

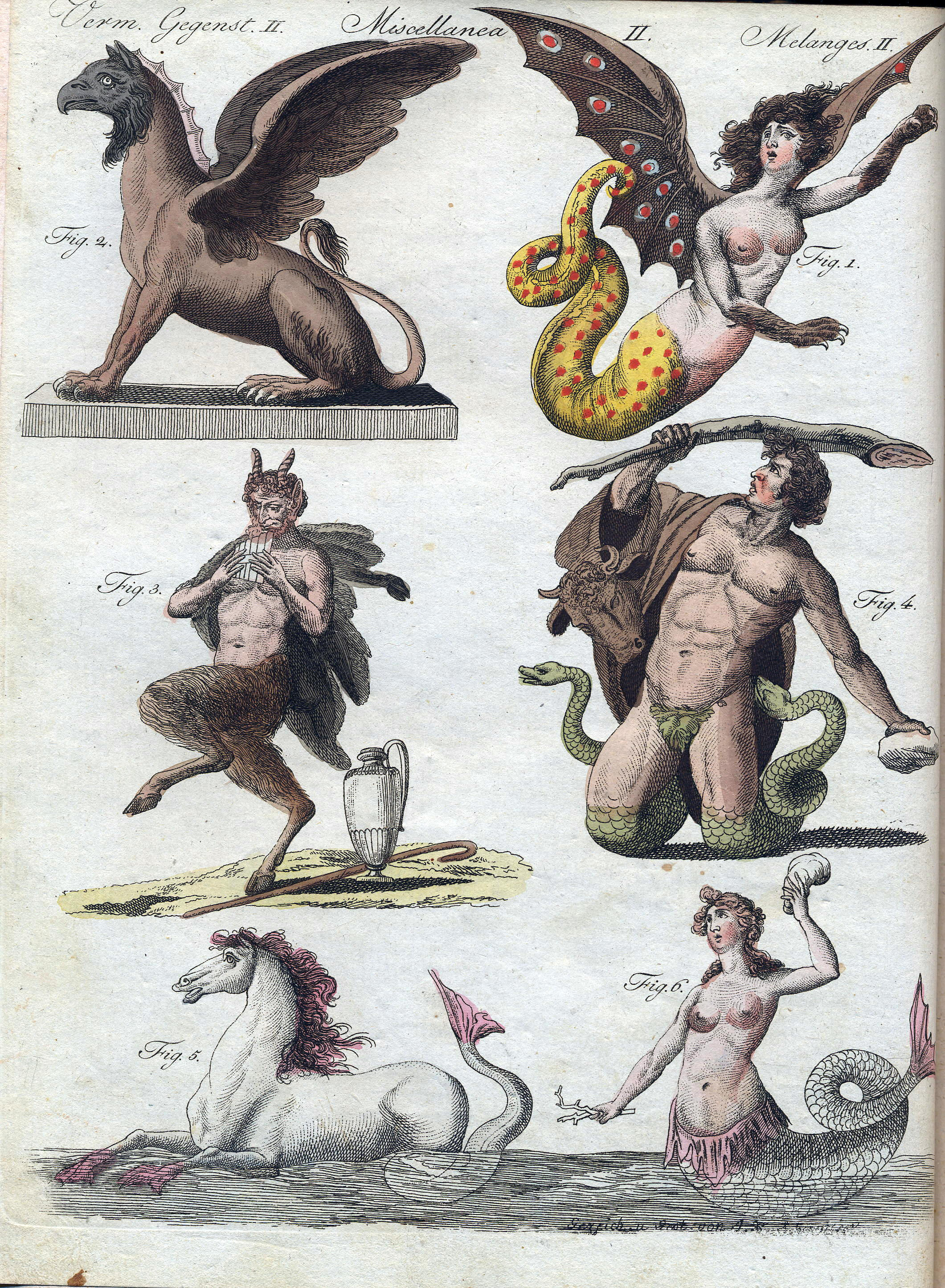
Міфічні монстри на ілюстрації XIX ст. (Зліва на право, зверху до низу) грифон, гарпія, фавн, Тифон, келпі, морська діва

Мо́нстр (англ. ‘Monster’ від лат. ‘Monstrum’) або чудо́висько, потво́ра — збірна назва  істот, які вирізняються жахливим, потворним або гротескним виглядом і фігурують у міфах, фольклорі, релігії та фантастиці. Властивість істоти бути монстром — монструозність.

## Етимологія
Слово «монстр» походить від латинського «monstrum» — божественний знак, дещо незвичайного вигляду, те, що викликає страх або трепет. В свою чергу воно утворене від «monere» — нагадувати, попереджати, радити. «Monstrum» змінилося в давній французькій мові на «monstre», «mostre» у значенні потворної, страшної істоти, звідки увійшло до англійської як «monster». З XIV століття відоме вживання слова «monster» на позначення фантастичних, міфічних, фольклорних істот, які поєднують у собі риси різних тварин чи тварин і людини. В XVI столітті відомий початок вживання цього слова у значенні істоти незвичайно великого розміру. В англійській мові незвичайні, страшні, фантастичні істоти також об'єднуються поняттям «beast» — дослівно — звір, тварюка, від латинського «bestia» — звір, дика тварина.
У давньогрецькій мові слово «терас» (τέρας) на позначення монстрів, як і в латинській, невіддільне від значень: диво, вказівка. Походить від праіндоєвропейського «*kwer-» — робити, формувати. Від «терас» утворена назва науки тератології, що вивчає аномалії розвитку істот.
Українське «чудовисько» виникло від праслов'янського «*čū́do» — чудо, чари. «Потвора» відсилає до «творити», «перетворювати», в чому вбачається вказівка на перехід з видимого в невидимий світ, що змінює вигляд і сили істоти.

## Погляди на монструозність
Часто монстри розуміються як наслідок порушення природного, правильного ходу подій. Вони постають антитезою гармонії, здебільшого негарні своїм виглядом і діяльністю. Але також можуть бути ознакою нетутешньої (не обов'язково шкідливої чи зловмисної) сили.
Арістотель вважав, що монструозність є наслідком спротиву матерії до набуття нею належної форми; тому монстри завжди недосконалі. Августин Блаженний на противагу йому пояснював, що монстри, як і всі тварини, створені Богом, тому є досконалими. Якщо існують монстри, — писав Августин, — то Бог створив їх такими, щоб нагадувати людям про Божу силу та людську недосконалість, яка настала внаслідок першородного гріха. Апокрифічна «Августинова Проповідь» іде ще далі, підносячи різні монструозні народи як кращі за тих людей (наприклад, песиголовці), що називаючись християнами, не живуть по-християнськи.
Жорж Канґієм розглядав монструозність як властивість біологічну. Тому, як він писав, не може бути мінерального чи механічного монстра; це повинно бути щось, схоже не людину. Монстром таким чином вважається жива істота, що за своєю природою подібна до людини, але не володіє (дійсно чи уявно) людськими цінностями.

## Символіка образу
Зазвичай чудовиська зображаються неоднорідними істотами, що поєднують в собі частини різних створінь. Чудовисько в різних стародавніх культурах було поширеним символом хаосу, що загрожує порядку та добробуту. Його різнорідність виражає непередбачуваність, порушення правил і законів, а тому небезпечність. Образи чудовиськ бувають результатом зооморфізму та антропоморфізму — зображення істот, рідше речей, наділеними якостями тварин чи людей, що виражається в наявності у них відповідних рис зовнішності, частин тіла.
Боротьба героя з чудовиськом є одним з основних сюжетів міфології та культури взагалі. Боротьба з чудовиськом зображає загрозу звичайному, «нормальному» світові порядку чогось чужого і ворожого, чому протистоїть герой, впорядковуючи хаос.